# 요세프 토폴

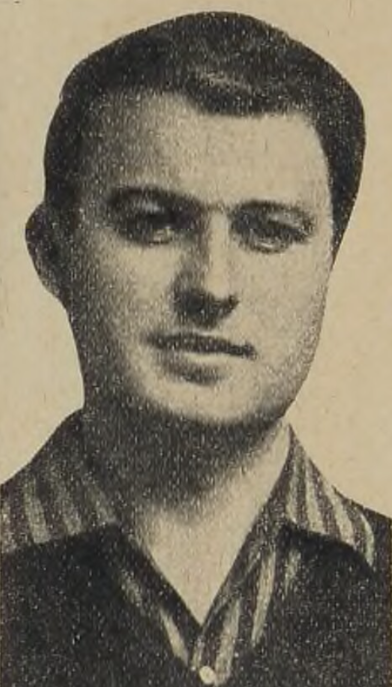

요세프 토폴(체코어: Josef Topol, 1935년 4월 1일 ~ 2015년 6월 15일)은 체코의 극작가다.
연극 학교를 나온 후 극작에 전념, 체코의 전설을 소재로 <한밤의 바람>(1955)을 썼다. 그 개성이 잘 드러난 작품은 <그들의 날>로서, 체코 사회주의 혁명 이후의 '노한' 세대를 대변하여 기성세대를 공격하고 있다. 그의 대표작인 <슈로우비타이드의 끝>(1963)은 전통적 사육제를 극화한 것으로, 즐거운 가정 무도회가 뜻밖의 비극으로 끝나는 내용으로, 생과 사의 영원한 문제를 다루고 있다.